# 阿尔瓦罗·德菲格罗亚
阿尔瓦罗·德菲格罗亚（西班牙語：Álvaro de Figueroa，1893年12月24日—1950年10月11日），西班牙男子马球运动员。他曾代表西班牙参加1920年和1924年夏季奥林匹克运动会马球比赛，其中1920年奥运会获得一枚银牌。